# Le Freak
|  | For det danske band af samme navn, se Le Freak (dansk band) |
"Le Freak" er en sang af det amerikanske band Chic. Det var bandets tredje single og første single, der nåede nr. 1 på Billboard Hot 100. Singlen blev ligeledes nr. 1. på Billboards lister "Hot ClubDance Play" og "Hot R&B Singles".  Sammen med de andre Chic-sange "I Want Your Love" og  "Chic Cheer",  nåede "Le Freak" førstepladsen på discohitlisten syv uger i træk.
Singlen er den bedste sælgende single nogensinde for pladeselskabet Atlantic Records og var den bedst sælgende single nogensinde for Warner Music Group indtil den blev overgået i 1990 af Madonnas "Vogue".[kilde mangler] Singlen solgte syv millioner eksemplarer og opnåede førstepladser flere steder i verden. I Storbritannien blev den nr 7. på UK Singles Chart.
Sangen er nr. 19 på Billboard magazines liste over de første 50 års top 100 sange på "Hot 100"-listen.

## Historie
Sangen er en reference til den i 1970'erne meget populære natklub Studio 54 i New York, der var berømt og berygtet for sine absurd lange køer i indgangen, eksklusive klientel og uforskammede dørmænd. Ifølge Chics guitarist Nile Rodgers blev sangen skabt nytårsaften 1977, da han og bandets bassist Bernard Edwards ikke kunne komme ind på Studio 54, hvor de ellers var blevet inviteret ind af Grace Jones, der imidlertid havde glemt at give besked til natklubbens ansatte om invitationen. Rogers forklarede, at sangens omkvæd var "Fuck off!" og ikke "Freak out!" som blev det endelige omkvæd på singlen. 
"Le Freak" var den første sang, der blev nr. 1 tre gange på Billboard Hot 100 three separate times.
I 1987 blev sangen i et re-mix i acid house-stil udsendt under titlen "Jack Le Freak". Den nåede nr. 18 i Storbritannien og blev Chics sidste top 40 hit i Storbritannien.

## Versioner
Atlantic 7" 3519, September 21, 1978
- A. "Le Freak" (7" Edit) – 3:30
- B. "Savoir Faire" – 4:57

Atlantic promo 12" DSKO 131, 1978 / Atlantic 12" DK 4700, 1978
- A. "Le Freak" – 5:23
- B. "Savoir Faire" – 4:57

Atlantic 12" DK 4620, 1978 / Atlantic Oldies promo 12" DSKO 178, 1979
- A. "Le Freak" – 5:23
- B. "You Can Get By" – 5:36

## Hitlisteplaceringer
| Chart (1978-1979)                                                             | Peak position |
| ----------------------------------------------------------------------------- | ------------- |
| Østrig (Ö3 Austria Top 40)                                                    | 6             |
| Belgien (Ultratop 50 Flanderen)                                               | 2             |
| Canadian RPM Adult Contemporary                                               | 1             |
| Canadian RPM Disco Singles                                                    | 1             |
| Canadian RPM Top 15 12inch                                                    | 1             |
| Canadian RPM Top Singles                                                      | 1             |
| Frankrig                                                                      | 2             |
| Tyskland                                                                      | 5             |
| Irish Singles Chart                                                           | 20            |
| Italy (FIMI)                                                                  | 2             |
| Holland (Dutch Top 40)                                                        | 2             |
| Holland (Single Top 100)                                                      | 5             |
| New Zealand (RIANZ)                                                           | 1             |
| Norge (VG-lista)                                                              | 9             |
| South African Chart                                                           | 1             |
| Sverige (Sverigetopplistan)                                                   | 6             |
| Schweiz (Schweizer Hitparade)                                                 | 2             |
| UK (Official Charts Company)                                                  | 7             |
| U.S. Billboard Hot 100                                                        | 1             |
| U.S. Billboard Hot Dance Club Play (with "I Want Your Love" and "Chic Cheer") | 1             |
| U.S. Billboard Hot R&B Singles                                                | 1             |

| Chart (1987) (Jack Le Freak)                      | Peak position |
| ------------------------------------------------- | ------------- |
| Irish Singles Chart                               | 13            |
| UK (Official Charts Company)                      | 19            |
| U.S. Billboard Hot Dance Music/Club Play          | 15            |
| U.S. Billboard Hot Dance Music/Maxi-Singles Sales | 21            |
| Chart (2013)                                      | Peak position |
| Frankrig (SNEP)                                   | 192           |